# Jum-Hwan Choi
Jum-Hwan Choi (Busán, 9 de junio de 1963) es un exboxeador surcoreano. Conquistó los títulos mundiales de peso minimosca de la Federación Internacional de Boxeo y peso mínimo del Consejo Mundial de Boxeo.

## Trayectoria
Inició su carrera profesional el 13 de marzo de 1983 ante Chong-Don Kim con victoria por nocaut. El siguiente año intentó obtener su primer título de la Federación Internacional de Boxeo, pero cayó por decisión unánime frente a Dodie Boy Peñalosa quien dejó el título vacante. De esta manera Choi enfrentó a Cho-Woon Park, ganando el cetro por decisión dividida el 7 de diciembre de 1986.
En la cuarta defensa de su corona, perdió ante Tacy Macalos por decisión unánime el 4 de noviembre de 1988. A finales de 1989, Choi —peleando en peso mínimo ante Napa Kiatwanchai— ganó el cetro del Consejo Mundial de Boxeo por nocaut técnico. No obstante, perdió el cinturón de campeón en su primera defensa frente a Hideyuki Ohashi el 7 de febrero de 1990 a través de un nocaut en el noveno round.